# Regina Pinkert
Regina Pinkert (1869 - 1931) fou una soprano polonesa.
Va cridar l'atenció als Estats Units quan va aparèixer al Metropolitan Opera House la temporada 1906-1907. Va actuar diverses temporades al Gran Teatre del Liceu de Barcelona.